# ويب البيانات
يشير مصطلح وب البيانات إلى جهود تحويل الشبكة العنكبوتية العالمية من نظام ملفات موزع إلى نظام قواعد بيانات موزع.
فبدلاً من صفحات وب، قطع من البيانات (ثلاثيات إطار تعريف الموارد ) وسجلات مشكلة من مجموعات، أشجار، مخططات، أو كائنات. قد يكون بعضها قواعد بيانات بأكملها.

## مصطلحات ذات صلة
- وب دلالي
- بيانات فائقة
- بيانات موصولة
- خدمة وب
- Omni functional Web